# Theodore (Name)
Theodore ist die englische, Théodore die französische Variante zu Theodor, dort findet sich auch die Etymologie des Namens.

## Familiennamensträger
- Deryk Theodore (* 1989), kanadischer Stabhochspringer
- Jordan Theodore (* 1989), US-amerikanischer Basketballspieler
- Kwazim Theodore (Kwazim Jude Keron Theodore, * 1996), grenadischer Fußballspieler
- Nadia Theodore, kanadische Diplomatin
- Nick Theodore (* 1928), US-amerikanischer Politiker
- Paris Theodore (1943–2006), US-amerikanischer Filmwaffenspezialist
- Shea Theodore (* 1995), kanadischer Eishockeyspieler

## FamiliennamensträgerThéodore
- Delphine Théodore, französische Schauspielerin
- Gérard Théodore (1920–2012), französischer Kriegsveteran
- José Théodore (* 1976), kanadischer Eishockeytorwart
- Joseph Davilmar Théodore (1847–1917), Präsident von Haiti

## Künstlername
- Brother Theodore (eigentlich Theodore Gottlieb; 1906–2001), US-amerikanischer Schauspieler und Komiker

## Vornamensträger

### A
- Theodore Annemann (1907–1942), amerikanischer Zauberkünstler und Mentalist
- Theodore Antoniou (1935–2018), griechischer Dirigent und Komponist klassischer Musik
- Théodore Aubanel (1829–1886), französischer Dichter und Dramatiker provenzalischer Sprache

### B
- Théodore de Bèze (1519–1605), Genfer Reformator französischer Herkunft
- Theodore Bikel (1924–2015), österreichischer Folksänger und Schauspieler
- Theodore G. Bilbo (1877–1947), amerikanischer Politiker
- Theodore Bloomfield (1923–1998), amerikanischer Dirigent und Komponist
- Theodore Washington Brevard (1835–1882), Brigadegeneral der Konföderierten Staaten von Amerika im Sezessionskrieg

### C
- Théodore Champion (1873–1954), Schweizer Radrennfahrer und später französischer Briefmarkenhändler
- Theodore Cole (1913–1937), amerikanischer Krimineller

### D
- Theodore Davie (1852–1898), kanadischer Politiker, Rechtsanwalt und Richter
- Theodore M. Davis (1837–1915), US-amerikanischer Millionär
- Théodore Deck (1823–1891), französischer Keramiker des Historismus und Jugendstils
- Theodore Dreiser (1871–1945), US-amerikanischer Schriftsteller

### E
- Theodore Gordon Ellyson (1885–1928), der erste US-Navy-Offizier, der offiziell als Flugzeugführer ausgebildet wurde

### F
- Theodore Lux Feininger (1910–2011), deutsch-amerikanischer Photograph und Maler
- Théodore Flournoy (1854–1920), Schweizer Psychologe und Parapsychologe
- Theodore Freeman (1930–1964), amerikanischer Astronaut und Hauptmann der US-Marine

### G
- Theodore Garbade  (1873–1961), deutscher Kaufmann, Bankier, Präsident des Verbandes der Zigarrenhersteller Kubas
- Théodore Garnier (1850–1920), französischer Politiker und Priester
- Théodore Géricault (1791–1824), französischer Maler, Bildhauer, Zeichner und Lithograf
- Theodore Nicholas Gill (1837–1914), amerikanischer Ichthyologe
- Théodore-Charles Gruyère (1813–1885), französischer Bildhauer

### H
- Theodore Alvin Hall (1925–1999), amerikanischer Physiker
- Théodore Hersart de La Villemarqué (1815–1895), französischer Sprach- und Altertumswissenschaftler
- Theodore Hesburgh (1917–2015), römisch-katholischer Priester und Universitätsprofessor
- Theodore Hill (* 1943), amerikanischer Mathematiker

### J
- Theodore W. Jennings (1942–2020), amerikanischer Hochschullehrer, methodistischer Theologe und Autor
- Théodore Simon Jouffroy (1796–1842), französischer Publizist und Philosoph

### K
- Theodore Kaczynski (1942–2023), amerikanischer Mathematiker und mutmaßlicher Bombenleger
- Theodore von Kármán (1881–1963), ungarisch-deutsch-amerikanischer Ingenieur
- Theodore Kennedy (1925–2009), kanadischer Eishockeyspieler

### L
- Théodore Labarre (1805–1870), französischer Harfenvirtuose und Komponist
- Theodore Lalliet (1837–1892), französischer Komponist und Dirigent klassischer Musik
- Théodore Le Du (1893–1966), französischer Automobilrennfahrer
- Theodore Levitt (1925–2006), deutscher Emigrant und Professor an der Harvard Business School
- Theodore Lyman (Politiker) (1833–1897), US-amerikanischer Politiker (Massachusetts)
- Theodore Lyman (Physiker) (1874–1954), US-amerikanischer Physiker

### M
- Theodore Maiman (1927–2007), amerikanischer Physiker
- Theodore R. Marmor (* 1939), amerikanischer Rechts- und Medizinsoziologe
- Théodore  Maunoir (1806–1869), Schweizer Chirurg
- Theodore McCarrick (1930–2025), US-amerikanischer Geistlicher, Erzbischof von Washington, Kardinal
- Théodore Monod (1902–2000), französischer Zoologe, Botaniker und Afrikaforscher

### N
- Theodore „Fats“ Navarro (1923–1950), US-amerikanischer Jazztrompeter
- Théodore Nisard (1812–1888), französischer Geistlicher, Organist und Musikwissenschaftler

### O
- Théodore Olivier (1793–1853), französischer Mathematiker und Kinematiker

### P
- Theodore Parker (1810–1860), amerikanischer Theologe, Abolitionist und Schriftsteller
- Theodore Albert Parker III (1953–1993), US-amerikanischer Ornithologe
- Theodore Pell (1879–1967), amerikanischer Tennisspieler
- Théodore Pellerin (* 1997), kanadischer Filmschauspieler
- Theodore Pergande (1840–1916), amerikanischer Entomologe deutscher Herkunft
- Theodore „Teddy“ James Perkins Jr. (* 1984), amerikanischer Wrestler

### R
- Theodore Rasmussen (1910–2002), kanadischer Neurologe
- Theodore William Richards (1868–1928), amerikanischer Chemiker
- Theodore Roberts (1861–1928), amerikanischer Film- und Theaterschauspieler
- Theodore Robinson (Maler) (1852–1896), US-amerikanischer Maler
- Theodore Robinson (Bogenschütze) (1866–1959), britischer Bogenschütze
- Theodore Roosevelt (1858–1919), Präsident der USA (1901–1909)
- Theodore Roosevelt junior (1887–1944), amerikanischer Geschäftsmann, Autor, Abenteurer, Reisender, Staatsbeamter, Politiker und Armeeoffizier
- Theodore Roszak (Bildhauer) (1907–1981), polnisch-US-amerikanischer Bildhauer und Maler
- Theodore Roszak (Schriftsteller) (1933–2011), US-amerikanischer Sozialkritiker und Schriftsteller
- Théodore Rousseau (1812–1867), französischer Landschaftsmaler
- Theodore Ryder (1916–1993), zählte im Alter von fünf Jahren zu den ersten zwölf Diabetes-Patienten weltweit, die nach der Reindarstellung des Insulins mit entsprechenden Präparaten behandelt wurden

### S
- Theodore W. Schultz (1902–1998), amerikanischer Ökonom
- Theodore Schurch (1918–1946), britischer Soldat schweizerischer Herkunft
- Theodore Sedgwick (1746–1813), Senator aus Massachusetts
- Théodore Strawinsky (1907–1989 in Genf), russischer Kunstmaler
- Theodore George Henry Strehlow (1908–1978), australischer Ethnologe
- Theodore Sturgeon (1918–1985), amerikanischer Autor

### T
- Theodore B. Taylor (1925–2004), amerikanischer Physiker
- Theodore Thomas (1835–1905), amerikanischer Violinist und Dirigent deutscher Abstammung
- Theodore Thurston Geer (1851–1924), amerikanischer Politiker
- Théodore Tronchin (1709–1781), französischer Arzt
- Theodore Ts’o (* 1968), Programmierer und einer der prominentesten Linux-Kernel-Entwickler

### U
- Théodore Ungerer (1894–1935), elsässischer Uhrmacher, Fabrikant sowie Historiker, Vater von Tomi Ungerer

### V
- Théodore Vienne (1864–1921), französischer Sportfunktionär, Industrieller, Sportveranstalter, Mäzen und Sportjournalist

### W
- Theodore Watts (1832–1914), englischer Poet und Kritiker
- Theodore Wharton (1875–1931), amerikanischer Filmregisseur, Filmproduzent und Drehbuchautor
- Theodore Whitmore (* 1972), jamaikanischer Fußballspieler

- Theodore Stark Wilkinson (Politiker) (1847–1921), US-amerikanischer Politiker
- Theodore Stark Wilkinson (Admiral) (1888–1946), US-amerikanischer Marineoffizier
- Theodore Blake Wirgman (1848–1925), englischer Maler und Radierer
- Théodore Wüst (1843–1915), deutscher Porträt- und Genremaler sowie Illustrator und Kupferstecher

### Z
- Theodore Ziolkowski (1932–2020), US-amerikanischer Germanist, Professor für Deutsche und Vergleichende Literaturwissenschaft